# Nordeus
Nordeus (en serbio: Нордеус) es un desarrollador de videojuegos serbio con sede en Belgrado, y oficinas en Dublín, San Francisco y Skopje. La compañía es conocida internacionalmente por desarrollar videojuegos sociales, en el que ha sido particularmente exitoso su videojuego Top Eleven Football Manager.

## Historia
Nordeus fue fundada en marzo de 2010 por ex empleados de Microsoft. La compañía es autofinanciada y se ha convertido en una de las empresas de más rápido crecimiento de Europa en el campo de juegos de ordenador. En febrero de 2014, Nordeus contaba con más de 120 empleados.